# Polizeiruf 110: Verstoßen
Verstoßen ist ein deutscher Kriminalfilm von Marco Serafini aus dem Jahr 2007. Es ist die 286. Folge innerhalb der Filmreihe Polizeiruf 110 und der 34. Fall für Schmücke und Schneider.

## Handlung
Bei einem Einbruch in einer Lagerhalle wird ein Wachmann niedergeschlagen und schwer verletzt. Schmücke und Schneider werden gerufen und nehmen ihre Ermittlungen auf. Von Staatsanwältin Meissner erfahren sie, dass es nach ähnlichem Muster in den letzten Monaten mehrere solcher Einbrüche gab. Einige Tage später wird auf einem Schrottplatz die Leiche von Matthias Noack gefunden, der ebenfalls mit einer Eisenstange erschlagen wurde. Da Noack derzeit eine Bewährungsstrafe verbüßen muss, liegt es nahe, dass er etwas mit den Einbrüchen zu tun hat. Nach ersten Ermittlungsergebnissen ist eindeutig, dass Matthias Noack beim letzten Einbruch tatsächlich mit dabei war, aber auch, dass er sehr wahrscheinlich aus der Bande aussteigen wollte. Demzufolge konzentrieren sich die Beamten auf Noacks Umfeld. Dazu gehört der vorbestrafte Mirko Rohwedder, dessen ehemalige Freundin zuletzt mit Matthias Noack zusammen war und sogar ein Kind von ihm erwartet. Während Kommissar Schneider dieser Spur folgt, beleuchtet Schmücke die Familienverhältnisse der Noacks näher. Er findet heraus, dass die Brüder Thomas und Matthias Noack kein gutes Verhältnis zueinander hatten, und nachdem Matthias auf die schiefe Bahn geraten war, hatte ihn seine Familie verstoßen. Ein letzter Versuch der Annäherung schlug fehl und Matthias wurde keine Chance gegeben, wieder in den Schoß der Familie aufgenommen zu werden. Inzwischen hatte auch ein weiterer  Schicksalsschlag die Familie getroffen, denn einen Tag vor Matthias Tod war der sechsjährige Sohn von Thomas ertrunken. Schmücke vermutet dahinter einen Zusammenhang und findet heraus, dass Matthias unter einem Kindheitstrauma litt. Seine Eltern gaben ihm die Schuld an einem Unfall seines Bruders, dessen Folgen er noch heute spürt. Daher vermutet der Kommissar, dass Matthias aus Rache seinen Neffen in ein Boot gelockt und ihn dann über Bord gestoßen hat. Doch eine nochmalige kriminaltechnische Untersuchung belegt eindeutig, dass der Junge ganz allein in dem Boot gesessen hatte.
Nachdem zunächst Thomas Noack in Verdacht gerät, seinen Bruder erschlagen zu haben, belegen Blutspuren auf einem Anzug seines Vaters, dass er der Täter gewesen sein muss. Die Kommissare konfrontieren Achim Noack mit den Ermittlungsergebnissen und der räumt die Tat ein: Er war fest davon überzeugt, dass Matthias seinen Enkel ins Wasser gestoßen habe, weil er dessen Taschenmesser in dem Boot gefunden hatte. Er ahnte nicht, dass der Junge das Messer vor kurzem von seinem Onkel geschenkt bekommen hatte.
Schneider gelingt es bei seinen Ermittlungen der Diebesbande auf die Spur zu kommen und Mirko Rohwedder und Henry Borst zu überführen.

## Hintergrund
Verstoßen wurde am 17. Juni 2007 im Ersten zur Hauptsendezeit erstmals ausgestrahlt.

## Rezeption

### Einschaltquoten
Die Erstausstrahlung von Verstoßen am 17. Juni 2007 wurde in Deutschland von 5,97 Millionen Zuschauern gesehen und erreichte einen Marktanteil von 19,4 Prozent für Das Erste. Bei der werberelevanten Zielgruppe der 14- bis 49-Jährigen ergibt sich ein Anteil von 1,62 Millionen Zuschauer und damit 12,7 Prozent.

### Kritik
Tilmann P. Gangloff findet bei tittelbach.tv: „Marco Serafinis gewohnt unambitioniert inszenierter ‚Polizeiruf 110 – Verstoßen‘ (2007) erzählt nur vordergründig eine Krimigeschichte. In Wirklichkeit geht es um eine Familientragödie. Endlich mal keine Mätzchen zwischen den beiden Herberts; auch der Fall wird konzentriert erzählt. Dafür wird der Zuschauer schon mal für blind/blöd verkauft.“
Bei der Berliner Morgenpost heißt es: „es [macht] durchaus Spaß, den zwei gemütlichen, aber jederzeit scharfsinnigen und sympathischen Stoikern bei der Arbeit in der ARD-Krimireihe "Polizeiruf 110" zuzusehen.“
Ähnlich positiv sieht das Schabia vom Stralau-Blog: „Bis auf ein paar Kleinigkeiten ist ‚Verstoßen‘ ein gelungener Hallenser Polizeiruf. Die dramatische Familiengeschichte ist spannend, aber zum Glück nicht zu rührselig, auch die Ermittlungen in andere Richtungen fügen sich schlüssig in die Handlung ein und klauen keine wertvolle Polizeirufzeit. Einzig die zahlreichen Zufälle, die zur Lösung des Falls beitrugen wirken sehr konstruiert.“
Die Kritiker der Fernsehzeitschrift TV Spielfilm vergaben hingegen nur eine mittlere Wertung (Daumen zur Seite) und fanden, „der Familientragödie fehlen Spannung und Biss“. Fazit: „Vorhersehbares, maues Krimidrama“.